# Rebelión del Grupo Wagner
La rebelión del Grupo Wagner nombrado también marcha de la justicia (según Prigozhin), se desarrolló entre el 23 al 24 de junio de 2023, cuando Wagner, una entidad militar privada de origen ruso, se inmiscuyó en un enfrentamiento armado con las Fuerzas Armadas leales al Gobierno de la Federación de Rusia, a raíz de las tensiones en la retaguardia en aumento entre el líder de Wagner, Yevgueni Prigozhin, y el Ministerio de Defensa ruso en el contexto de la invasión rusa de Ucrania.
Prigozhin retrató la rebelión como una represalia, y alegó como una agresión hacia sus tropas por parte del citado ministerio. Descartó la argumentación del gobierno ruso relativa a la incursión rusa en Ucrania, responsabilizó al Ministro de Defensa ruso Serguéi Shoigú por los descalabros militares, y lo acusó de conducir la guerra en provecho de las élites rusas. Las fuerzas bajo el mando de Prigozhin tomaron la ciudad de Rostov del Don, que alberga una importante instalación militar, e informaron que progresaban en dirección a Vorónezh, luego a Lípetsk, con rumbo a Moscú.
En represalia, el Servicio Federal de Seguridad (FSB) inició un proceso penal contra Prigozhin por «incitar a un levantamiento armado». En una alocución televisada, el presidente Putin tildó las acciones de Wagner de «traición» y prometió erradicar la rebelión. Putin hizo un llamado a aquellos miembros de las fuerzas de Wagner que, «bajo engaño o amenazas, fueron arrastrados hacia una trama delictiva, impulsados por el sendero de un crimen grave: una sublevación armada».
Después de negociar un pacto con el presidente bielorruso, Alexander Lukashenko, Prigozhin accedió a retirarse, y a partir de las 11:00 p. m. comenzó la retirada de Rostov del Don.

## Antecedentes

### Prigozhin y Wagner

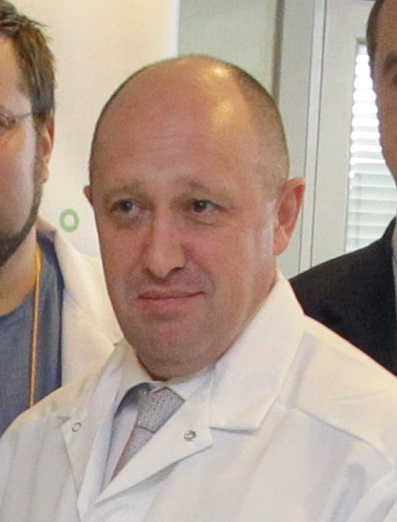
Yevgueni Prigozhin, líder del Grupo Wagner y antiguo chef de Putin.

Prigozhin se desempeñó anteriormente como confidente personal de Putin, según múltiples informes de los medios. Alcanzó el estatus de celebridad inicialmente como un magnate de los negocios en San Petersburgo conocido por una serie de restaurantes populares. Esto condujo a una creciente relación financiera con Putin dado el papel de este último como político de la ciudad.
En 2014, Prigozhin fundó el Grupo Wagner, una empresa militar privada rusa, y durante los siguientes años facilitó campañas armadas en áreas como el interior del Dómbas. Como herramienta de la política exterior y militar rusa, el Grupo Wagner se convirtió en un «brazo fuerte» de combate en África (con presencia en la guerra de Malí, en Libia y en la República Centroafricana) y en Oriente Medio, donde jugó un papel destacado durante la intervención militar rusa en la guerra civil siria en apoyo del presidente sirio Bashar al-Ásad. El grupo se hizo famoso por su brutalidad y crímenes de guerra en África, Medio Oriente y Ucrania, al cometer atrocidades con total impunidad. La organización tenía vínculos estrechos con varios gobiernos africanos y luchó contra los rebeldes antigubernamentales junto con las fuerzas locales.

### Tensiones internas durante la invasión de Ucrania

#### Intentos de limitar la influencia de Prigozhin
Según funcionarios estadounidenses, Yevgueni Prigozhin tuvo disputas de larga data con el Ministerio de Defensa ruso «durante años» antes de la invasión a gran escala de Ucrania. Sin embargo, estas tensiones escalaron y se hicieron más públicas durante la guerra ruso-ucraniana. En las etapas iniciales de la invasión, las fuerzas terrestres rusas sufrieron bajas significativas, pero Putin retrasó el anuncio de la movilización de los reservistas. Como resultado, las autoridades buscaron activamente reclutar mercenarios para la invasión, lo que condujo a una mayor influencia y poder para Prigozhin y el Grupo Wagner. A Prigozhin se le asignaron recursos sustanciales, incluidos sus propios activos de aviación. Además, a partir del verano de 2022, obtuvo la autoridad para reclutar reclusos de las prisiones rusas en el Grupo Wagner a cambio de su libertad. La inteligencia occidental estimó que la cantidad de mercenarios de Wagner aumentó de «varios miles» de combatientes entre 2017 y 2018 a aproximadamente 50 000 combatientes en diciembre de 2022, y la mayoría fueron convictos criminales reclutados en las prisiones.
Aunque el gobierno les proporcionó recursos cada vez mayores, Wagner no tenía autoridad legal. Prigozhin no ocupó ningún cargo oficial y no fue designado ni elegido, lo que significa que técnicamente no tenía autoridad para responder. Además, Prigozhin ganó reconocimiento internacional y abandonó su vida personal previamente recluida. Con frecuencia informaba noticias desde el frente mientras vestía uniforme militar. Wagner comenzó a ser percibido como el ejército privado de Prigozhin, operando más allá de los límites de la legislación rusa y la jerarquía militar del país. La insatisfacción surgió dentro del Ministerio de Defensa y el Estado Mayor General, lo que los llevó a hacer esfuerzos para reducir la creciente influencia de Prigozhin. A principios de febrero de 2023, Prigozhin anunció que Wagner había dejado de reclutar prisioneros, lo que el Ministerio de Defensa británico interpretó como una prohibición gubernamental de dicho reclutamiento. Se esperaba que este cambio disminuyera la capacidad de lucha del grupo.
Por el contrario, Prigozhin se retrató a sí mismo como una figura populista que se enfrenta al establishment militar, acusándolo repetidamente de no proteger los intereses nacionales. El 1 de octubre de 2022, durante la contraofensiva de Járkov de Ucrania, que expulsó a Rusia de la mayor parte de la región, criticó al mando ruso y afirmó que «todos estos bastardos deberían ser enviados al frente descalzos con solo una metralleta». Debido a su mayor influencia, Prigozhin fue uno de los pocos que se atrevió a quejarse de los comandantes militares a Putin. Prigozhin apuntó principalmente al Ministerio de Defensa, caracterizando a sus funcionarios como corruptos. El Instituto para el Estudio de la Guerra señaló que sus declaraciones aumentaron su influencia dentro de la comunidad milblogger rusa ultranacionalista.

#### Escalada durante la batalla de Bajmut

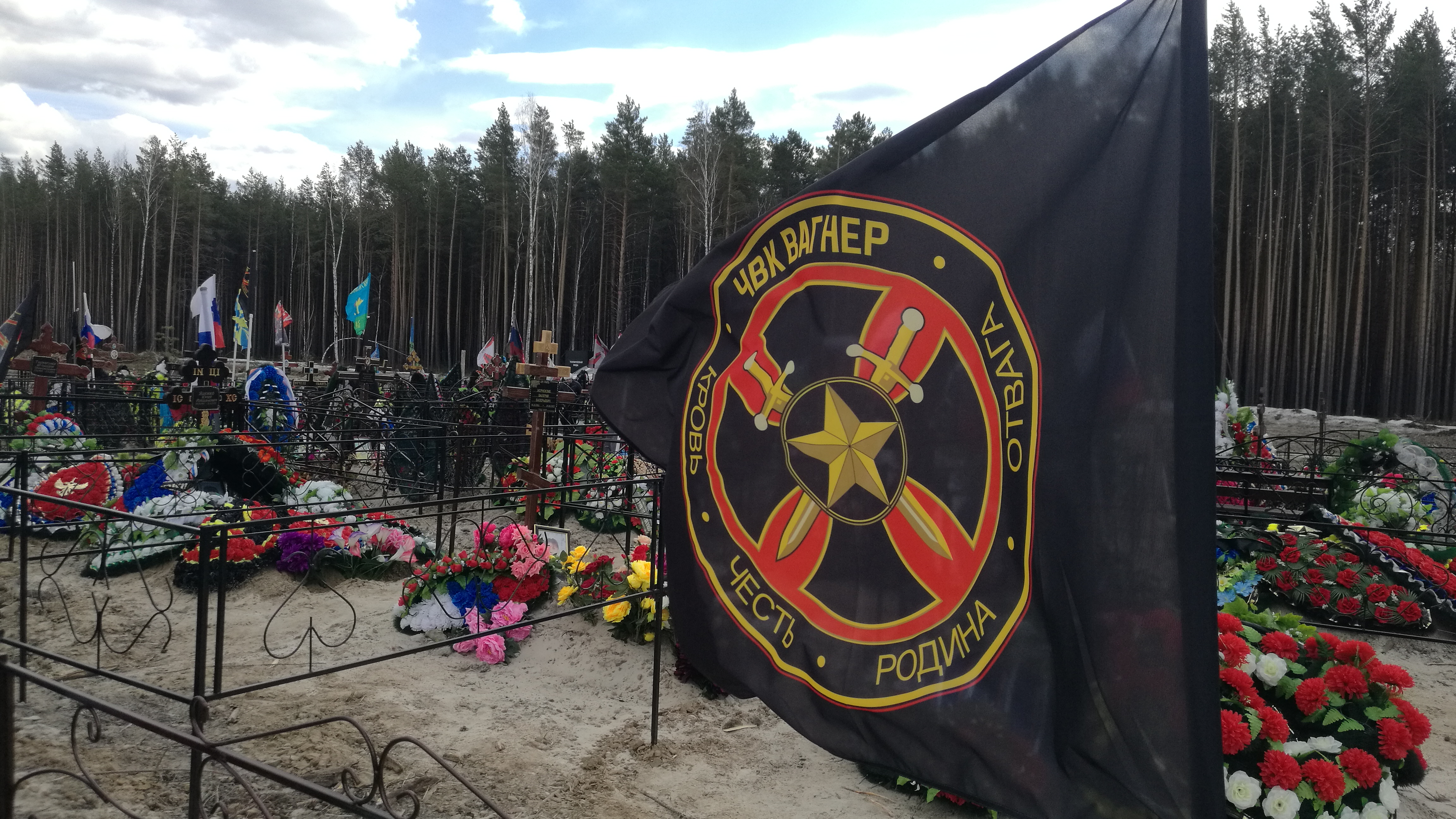
Un cementerio para los combatientes de Wagner muertos en Tiumén, Rusia. Prigozhin afirmó que la mala gestión del Ministerio de Defensa condujo a «decenas de miles» de muertes de Wagner en Bajmut.

Durante la batalla de Bajmut, las tensiones entre el Grupo Wagner y el Ministerio de Defensa llegaron a un punto crítico. Prigozhin expresó repetidamente su descontento con el suministro inadecuado de municiones del Kremlin. Emitió amenazas de retirar sus fuerzas a menos que se cumplieran sus demandas, y culpó específicamente al ministro de Defensa, Serguéi Shoigú, y al jefe del Estado Mayor, Valeri Guerásimov, por la importante pérdida de vidas entre los combatientes de Wagner, que según dijo, ascendió a «decenas de miles» de bajas. Estados Unidos mencionó que casi la mitad de los 20 000 soldados rusos que perdieron la vida en Ucrania entre diciembre de 2022 y junio de 2023 eran combatientes del grupo que fallecieron en la batalla de Bajmut.
Tras la proclamación rusa de la victoria en Bajmut a fines de mayo de 2023, Wagner comenzó a retirarse de la ciudad, y dio paso a las tropas regulares. Los conflictos internos persistieron entre Wagner y los militares durante esta transición. Prigozhin señaló que los militares intentaron asaltar a sus fuerzas en retirada entre el 3 de junio y el 5 de junio; alegó además que el ejército ruso había colocado minas en la ruta tomada por su grupo durante su retirada de Bajmut. El 5 de junio de 2023, Prigozhin publicó un video a través de sus redes sociales, que presuntamente mostraba al detenido teniente coronel Roman Venevitin de la 72.ª Brigada de Rusia, confesando haber dado la orden a sus tropas de abrir fuego contra las fuerzas de Wagner en retirada, supuestamente bajo la influencia del alcohol.
El 27 de mayo de 2023, el milbloguero y exministro de Defensa de la República Popular de Donetsk, Ígor Guirkin, acusó a Prigozhin de conspirar bajo el Grupo Wagner para orquestar un golpe de Estado en Rusia. Este mismo, lo acusó de violar activamente las leyes rusas de censura de guerra de 2022 al criticar abiertamente al alto mando ruso y que sus fuerzas estaban efectivamente en un estado de motín. Prigozhin refutó estas acusaciones, y afirmó que el Grupo Wagner no poseía un ejército suficientemente grande para ejecutar un golpe. En cambio, sugirió que Shoigú podría estar conspirando para dar un golpe de Estado.
La culminación de la batalla de Bajmut, donde Wagner desempeñó un papel fundamental, marcó el inicio de un período de creciente aislamiento del sistema. El 6 de junio de 2023, Prigozhin hizo una acusación pública, en el que mencionó que personas influyentes estaban «saboteando activamente su empresa de cáterin altamente rentable en asociación con el ejército ruso». Durante más de diez años, estos contratos de cáterin habían servido como fuente de su riqueza e influencia. Al mismo tiempo, Prigozhin fue testigo de su aumento en la popularidad entre la población rusa, particularmente entre los nacionalistas. En una encuesta realizada en mayo por el Centro Levada, se pidió a los encuestados que identificaran a los políticos en los que más confiaban y, por primera vez, el líder de los Wagner emergió como uno de los diez nombres principales de la lista, que marcó un cambio notable en su percepción pública de persona no política a política.

#### Críticas de Prigozhin a la élite rusa
Además de criticar el liderazgo militar del país, Prigozhin atacó a los oligarcas rusos, a quienes acusó de destruir la Unión Soviética y tomar el control de la riqueza de Rusia, sin preocuparse por luchar por los intereses de la nación. Según él, durante la guerra «los oligarcas intentan robar todo lo que pertenece al pueblo». Llamó a los miembros del parlamento ruso «inútiles» y dijo que los «diputados deberían ir al frente», y agregó que «aquellas personas que han estado hablando desde las tribunas durante años deben comenzar a hacer algo».
Prigozhin describió como traidores a «las personas que vuelan en sus jets de negocios a los llamados países neutrales para evitar participar en los problemas de hoy», refiriéndose a la élite rusa que disfrutaba de una «vida pública, lujosa y sin preocupaciones» durante la guerra. Por el contrario, para «sobrevivir como nación», Prigozhin afirmó que Rusia debería prepararse para una «guerra difícil», introducir la ley marcial, anunciar nuevas oleadas de movilización y «hacer que todos los que podamos produzcan municiones» y «cerrar fronteras como Corea del Norte». Mencionó él, que parte de la élite no se preocupa por su patria y, por lo tanto, no sacrificaría sus vidas cómodas por su país.

#### Regularización de Wagner
A mediados de junio de 2023, el Ministerio de Defensa de Rusia ordenó al grupo que firmara contratos con el ejército antes del 1 de julio. Este movimiento integraría efectivamente a Wagner como una unidad subordinada dentro de la estructura de mando regular, lo que bajaría la influencia de Prigozhin. Sin embargo, se negó a firmar el acuerdo, pues alegó incompetencia por parte de Shoigú. Los informes de Meduza indicaron que este desarrollo socavaría el control de Prigozhin sobre Wagner y pondría en peligro las operaciones rentables del grupo en África. Prigozhin intentó sin éxito eludir la orden de subordinación de Wagner mientras intensificaba sus críticas al Ministerio de Defensa. Llegó incluso a abogar por la ejecución de Shoigú e insinuar un posible levantamiento popular contra funcionarios ineptos. Incluso creía que Putin finalmente se pondría de su lado en su lucha contra el Ministerio de Defensa si lanzaba un motín.

#### Planificación de la rebelión
Las agencias de inteligencia de Estados Unidos observaron una acumulación gradual de fuerzas de Wagner cerca de la frontera rusa, junto con evidencia de almacenamiento de equipos y recursos en preparación para una rebelión. Aunque obtuvieron información sobre dónde y cómo se planeó la rebelión, se desconocía el momento exacto. Según una fuente cercana, las agencias de inteligencia occidentales descubrieron el plan a través de interceptaciones de comunicaciones y análisis de imágenes satelitales. Varias semanas antes del evento real, la inteligencia estadounidense comenzó a prever una importante insurrección de Wagner y había obtenido pruebas sólidas de la rebelión inminente antes del 21 de junio. Prigozhin parecía haber puesto en marcha el plan tras la decisión del Ministerio de Defensa de integrar efectivamente las fuerzas de Wagner en el ejército regular. Los hallazgos de las agencias extranjeras indicaron que la revuelta fue planeada con anticipación, lo que contradice la afirmación de Prigozhin de que la decisión se tomó el 23 de junio.
Funcionarios estadounidenses anónimos revelaron más tarde a The New York Times que el general del ejército Serguéi Surovikin, de quien se cree que tiene estrechos vínculos con Prigozhin, tenía conocimiento previo de la planeación de una rebelión. Además, hubo indicios de que otros generales rusos también podrían haber prestado su apoyo al levantamiento. También los funcionarios afirmaron que Prigozhin no habría instigado la rebelión a menos que albergara la creencia de que tenía el respaldo de sectores específicos dentro de la estructura de poder rusa.
Según las revelaciones de funcionarios occidentales al The Wall Street Journal, el Servicio Federal de Seguridad de Rusia descubrió el plan dos días antes de la fecha prevista para su ejecución. El descubrimiento del plan condujo al inicio prematuro de la rebelión por parte del jefe paramilitar, lo que puede haber sido una de las razones de su posterior fracaso. Prigozhin tenía la intención de capturar al ministro de Defensa Shoigú y al jefe de personal general Guerásimov durante su visita conjunta planificada a la región sur de Rusia que limita con Ucrania; los medios occidentales dijeron que el plan pudo tener éxito si no hubiera sido descubierto, lo que llevó a Prigozhin a improvisar un plan alternativo. Las mismas filtraciones señalaron que los hallazgos de inteligencia indicaban que su plan se basaba en su creencia de que una parte de las fuerzas armadas lo apoyarían en la rebelión. Del mismo modo, creen que Prigozhin informó a algunas oficinas militares superiores sobre su plan. El comandante de la Guardia Nacional Rusa, Víktor Zólotov, afirmó que las autoridades rusas se enteraron de la rebelión planeada y que sería ejecutada entre el 22 y el 25 de junio. Según relatos anónimos transmitidos por Meduza, es posible que los servicios de seguridad «no hayan tenido el descaro de decirle al presidente que algo le pasa a Prigozhin […] porque si denuncian el problema habría que tomar decisiones. Y ¿Cómo tomarías esa decisión?». Según las fuentes de Meduza, después de que Prigozhin no pudo evadir la orden de integrar a Wagner en el ejército regular, «un mal presentimiento se extendió por el aire, que algo estaba a punto de suceder». Los funcionarios del Kremlin «hablaron de ello en las reuniones y llegaron a la conclusión de que [Prigozhin] era un oportunista audaz que no sigue las reglas. Cuando se trataba del riesgo de una insurrección armada, pensaban que era nulo». En consecuencia, creyeron que el anuncio de Prigozhin de un levantamiento era un engaño destinado a obtener concesiones, y solo se dieron cuenta de la gravedad de la situación una vez que Wagner capturó Rostov del Don.
Muchos miembros de Wagner no fueron informados de antemano sobre la rebelión planeada. Como resultado, quedaron perplejos por el llamado a las armas de su líder y sin saber con qué facción deberían alinearse. Los veteranos desmovilizados recibieron instrucciones de permanecer en estado de alerta y esperar órdenes de Prigozhin. Individuos en Moscú sin ninguna afiliación con Wagner informaron haber recibido llamadas del grupo, instándolos a unirse a una manifestación en apoyo de la rebelión. Se hicieron llamados similares a los residentes de Rostov, solicitando apoyo para el levantamiento.

## Rebelión

### Anuncio de acción militar
En un video publicado el 23 de junio de 2023, Prigozhin dijo que las justificaciones del gobierno ruso para la invasión rusa de Ucrania se basaban en mentiras. Según él, la guerra de Rusia en Ucrania pretendía beneficiar a las élites rusas. Acusó al Ministerio de Defensa de «tratar de engañar a la sociedad y al presidente y decirnos que hubo una agresión demencial de Ucrania y que estaban planeando atacarnos con toda la OTAN». Prigozhin afirmó que Shoigú y el «clan oligárquico» necesitaba la guerra por sus propios intereses. Dijo que el comando militar ruso estaba ocultando deliberadamente el número de soldados muertos en Ucrania, afirmando que las bajas rusas, incluidos los muertos, desaparecidos y heridos, llegaron a 1000 en algunos días.
En los canales de Telegram asociados a Wagner circuló un video que, según Prigozhin, había sido grabado en un campamento de Wagner que había sido atacado por un misil. El periodista de Bellingcat, Arik Toler, señaló que la ubicación del presunto ataque coincide con videos filmados previamente del corresponsal de guerra Alexander Simonov, quien visitó el campamento. Prigozhin anunció el comienzo de un conflicto armado con el Ministerio de Defensa en un mensaje colgado en el canal Telegram de su servicio de prensa. Instó a cualquiera que quisiera unirse al conflicto contra el Ministerio a hacerlo; acusó a Shoigú de usar artillería y helicópteros para destruir a Wagner, y alegó que Shoigú había «huido cobardemente de Rostov del Don a las nueve de la noche».
El Ministerio de Defensa negó las acusaciones de atacar los campamentos de retaguardia de Wagner. Posteriormente, la Fiscalía General de la Federación Rusa informó que se había iniciado un caso contra Prigozhin en virtud del artículo 279 del Código Penal (rebelión armada). Los generales Serguéi Surovikin y Vladimir Alekseev apelaron a los combatientes de Wagner, instándolos a «detenerse». El canal estatal Primer Canal anunció un «noticiero de emergencia», en el que la presentadora Ekaterina Andreeva dijo que las declaraciones de Prigozhin sobre los supuestos ataques de las fuerzas militares regulares contra las posiciones de Wagner eran falsas y que el presidente Putin había sido informado de la situación en curso. En respuesta a las declaraciones de Prigozhin, el ejército del país y la Guardia Nacional de Rusia desplegaron vehículos blindados tanto en Moscú como en Rostov del Don.

### Toma de Rostov del Don
Durante la noche del 23 al 24 de junio, se publicó una grabación de audio en nombre de Prigozhin, quien afirmó que Wagner estaba entrando en Rostov del Don y pidió a las fuerzas militares regulares que no se opusieran a su ejército. En otra grabación de audio, dijo que el jefe del Estado Mayor había ordenado a la Fuerza Aérea abrir fuego contra las columnas de Wagner que se desplazaban entre vehículos civiles, acusando al Estado Mayor de desconocer la vida de personas inocentes, «así como han estado matando a su población durante un año y medio en lugar de luchar contra el enemigo». Afirmó que algunos pilotos se negaron a cumplir las órdenes del Estado Mayor, y les agradeció.

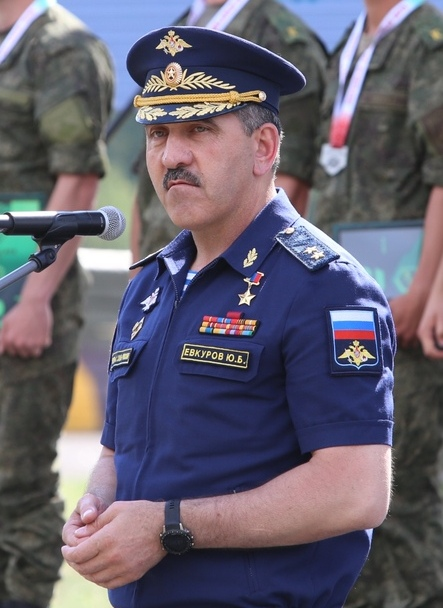
Prigozhin se reunió con el viceministro de Defensa de Rusia, Junus-bek Evkurov, en Rostov del Don. Junus no logró convencer a Prigozhin de retirar sus tropas.

Imágenes no confirmadas mostraban supuestos enfrentamientos en la ciudad entre Wagner y el ejército. Las fuerzas de Wagner anunciaron que habían tomado el control de los edificios militares de la ciudad. Prigozhin fue filmado en el patio del edificio de la sede del Distrito Militar Sur. Prigozhin se reunió con el viceministro de Defensa, Junus-bek Evkurov, en la sede del Distrito Militar del Sur en Rostov del Don. Junus intentó sin éxito convencerlo de que retirara sus tropas, pues el líder del grupo paramilitar le contestó que «la gente se está muriendo [en Ucrania] porque los estás tirando a la picadora de carne. Sin municiones, sin ninguna idea, sin ningún plan».
El secretario de prensa de Putin, Dmitri Peskov, describió la situación en curso como un «intento de motín» y afirmó que las agencias militares de Rusia informaban día y noche sobre las órdenes de Putin sobre los eventos recientes. En medio de las declaraciones de Prigozhin, Rusia bloqueó Google Noticias.
Las imágenes grabadas por testigos presenciales mostraban un largo convoy de vehículos militares y civiles que se dirigían hacia la ciudad, supuestamente formado por Kadyrovitas que tenían la intención de enfrentarse a las fuerzas de Wagner. Según los medios estatales chechenos, no llegaron al centro urbano y no iniciaron ninguna hostilidad. Se publicó en los canales locales de Telegram que se negaron a ingresar a la ciudad o se rindieron pacíficamente a las fuerzas de Wagner. Las autoridades de la región de Rostov pidieron a los residentes que no salieran de sus casas; sin embargo, hubo informes de que el centro de la ciudad estaba abarrotado. Las tiendas en Rostov del Don redujeron su horario de apertura y hubo colas en las estaciones de servicio.

### Avance hasta Moscú
Cuando Wagner aseguró el control de Rostov del Don, las columnas blindadas de Wagner comenzaron a avanzar rápidamente hacia Moscú (a una distancia de 1100 kilómetros de Rostov del Don) en la mañana del 24 de junio. Una columna procedente de Rostov y otra que cruzaba desde la Ucrania ocupada avanzaron a través del Óblast de Vorónezh, sin encontrar resistencia. Fuera de la capital regional de Vorónezh (a medio camino entre Rostov del Don y Moscú), las tropas de Wagner fueron atacadas por un helicóptero. La Fuerza Aérea sufrió pérdidas significativas al enfrentarse a las tropas rebeldes, con seis helicópteros y un avión del centro de mando aerotransportado derribados. Al menos trece militares rusos murieron. Los combatientes de Wagner pasaron Vorónezh, más de la mitad del camino hacia Moscú, y continuaron avanzando a través del Óblast de Vorónezh durante la tarde sin entrar en ciudades importantes. Las publicaciones en las redes sociales también mostraron imágenes de combates entre las tropas de Wagner y el ejército en Vorónezh, y Reuters citó informes militares. Según informes de prensa, el grupo Wagner tomó el control de todas las instalaciones militares de la ciudad.
Wagner se dirigió al Óblast de Lípetsk, aproximadamente a 400 kilómetros de Moscú. Pasaron por la ciudad de Yelets, y continuaron hacia el norte por la autopista M4. En el óblast de Lípetsk, las autoridades destruyeron carreteras con excavadoras en un intento de frenar el avance del convoy. Algunas carreteras estaban bloqueadas con camiones y autobuses escolares. Los militares establecieron líneas defensivas a lo largo del Río Oká (que fluye justo al sur de Moscú) y cruzaron barricadas en los puentes. Los gobernadores de los óblasts de Lípetsk y Vorónezh instaron a todos los civiles a permanecer en sus casas, luego de informes de columnas militares y enfrentamientos a lo largo de la autopista M4.
Serguéi Sobianin, alcalde de Moscú, anunció que el régimen antiterrorista se había implementado en la capital. En Moscú se observaron vehículos blindados y una mayor presencia de las fuerzas de seguridad. Las autoridades municipales contemplaron un toque de queda, y se vio cómo se desmantelaban a toda prisa vallas publicitarias de Wagner. Der Spiegel informó que todos los vuelos desde Moscú se agotaron cuando la gente intentó huir de la columna que se aproximaba. Según el sitio web de seguimiento de aviones Flightradar24, un avión utilizado por Putin partió de Moscú y voló hacia San Petersburgo. El portavoz del Kremlin, Dmitri Peskov, desmintió el suceso, y aclaró que Putin no había abordado y seguía en el Kremlin. Las autoridades también anunciaron restricciones de viaje en el óblast de Kaluga, vecino de Moscú, y el gobernador Vladislav Shapsha dijo a los residentes que «se abstengan de viajar en vehículos privados por las carreteras a menos que sea absolutamente necesario».

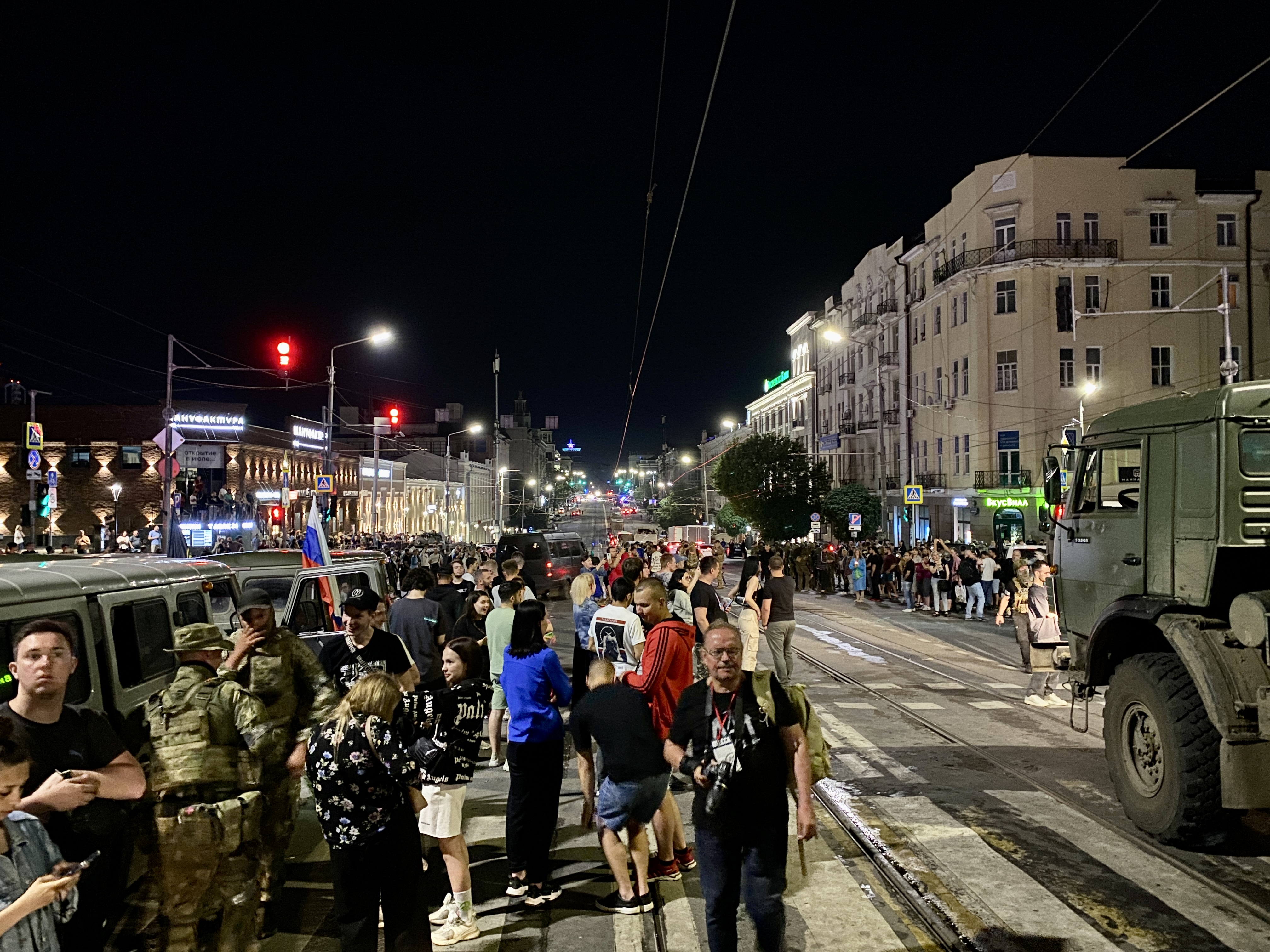
Manifestación en Rostov a favor de las fuerzas de Wagner.

El SFS allanó la sede de Wagner en San Petersburgo; según medios rusos señalaron que se había recuperado cajas de cartón que contenían 4000 millones de rublos (47 millones de dólares) de vehículos cerca de la oficina, y que también se incautaron lingotes de oro y paquetes de un polvo blanco desconocido. Prigozhin dijo que el dinero estaba destinado a pagar los salarios de los empleados y otros gastos de la empresa. Olga Romanova, periodista y líder de la organización rusa de derechos civiles Russia Behind Bars, acusó al SFS de amenazar a los familiares de los convictos reclutados por Wagner desde la madrugada del 24 de junio. Según las fuentes anónimas de The Telegraph, la inteligencia del Reino Unido encontró de manera similar que las agencias de inteligencia rusas amenazaron con dañar a las familias de los líderes de Wagner durante su avance sobre Moscú.
El 4 de julio, se devolvieron oficialmente a Prigozhin 10 000 millones de rublos en efectivo encontrados en las oficinas de Wagner, pero no se dio a conocer información sobre el paradero del oro y el polvo blanco incautados.

### Siria
En Siria, donde las fuerzas de Wagner formaron parte de la presencia militar rusa en la guerra civil del país, las fuentes dijeron a Reuters que las autoridades locales y los comandantes militares rusos lanzaron una rápida represión contra el Grupo Wagner para evitar que la rebelión se extendiera allí.
En las primeras horas de la rebelión, alrededor de una docena de oficiales de Wagner desplegados en la gobernación de Homs y otras áreas fueron convocados a la base militar rusa en Jmeimim, en el oeste del país, según fuentes militares sirias. Luego, la inteligencia militar siria cortó las comunicaciones durante la noche del 23 de junio desde las áreas donde operaban las fuerzas de Wagner para evitar que se comunicaran entre ellos y con contactos en Rusia. Asimismo, se pidió a los combatientes rebeldes que firmaran contratos que los pusieran bajo el control del Ministerio de Defensa ruso y acordaran un recorte salarial, y aquellos que se negaran serían expulsados de Siria a bordo de aviones rusos.

## Resolución

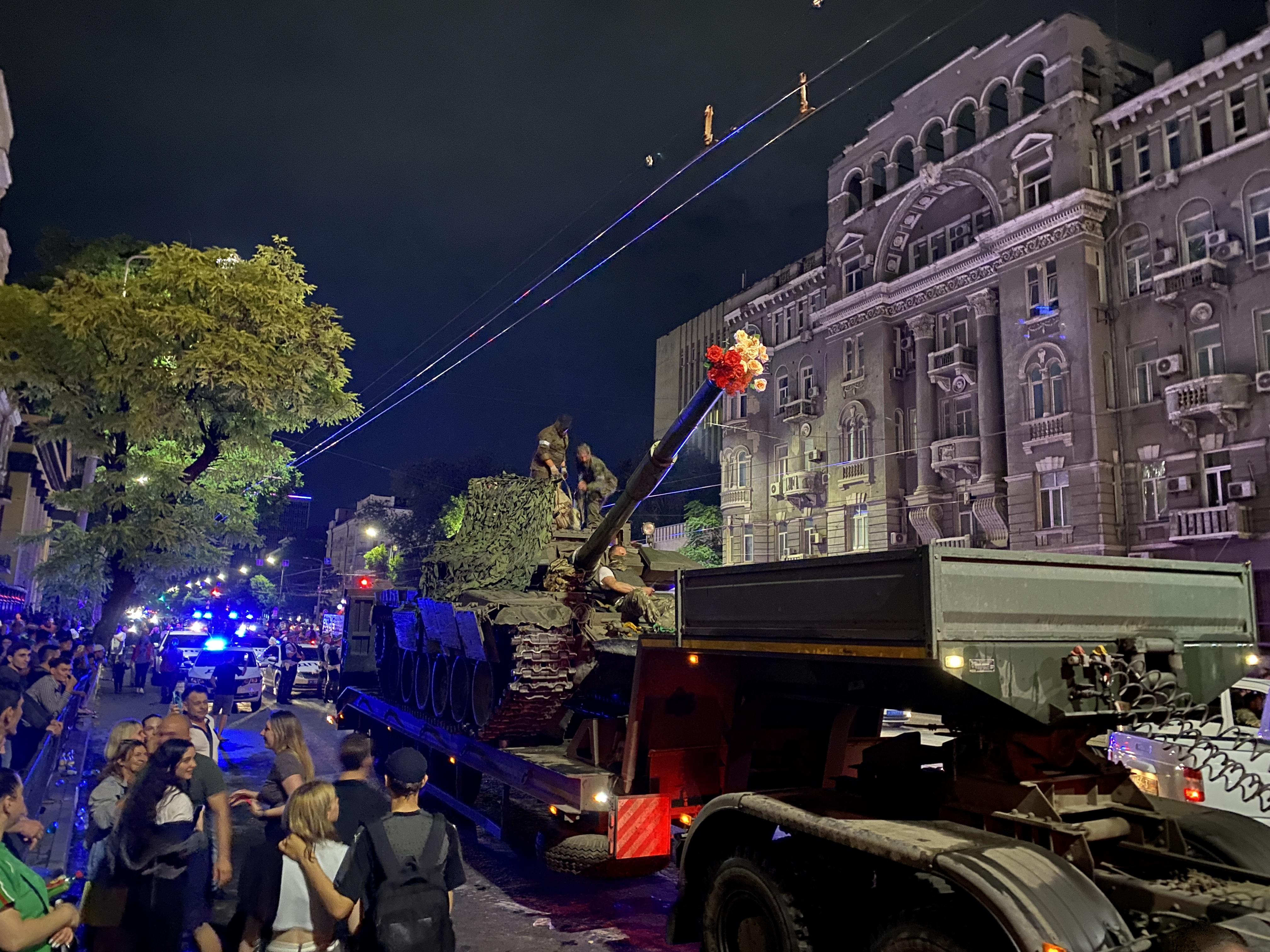
Un tanque de Wagner con flores en Rostov del Don, a altas horas de la noche del 24 de junio.

Prigozhin supuestamente hizo esfuerzos personales para establecer contacto con la administración presidencial en la tarde del 24 de junio, incluido con Putin, quien se negó a hablar con él. Según los informes, las negociaciones finales fueron realizadas por Anton Vaino, el jefe de gabinete, Nikolái Pátrushev, el secretario del Consejo de Seguridad, y Borís Gryzlov, el embajador ruso en Bielorrusia. Prigozhin insistió firmemente en que funcionarios de alto rango participaran en las negociaciones, y la negativa de Putin a participar allanó el camino para la intervención del presidente bielorruso Aleksandr Lukashenko. Lukashenko habló con Prigozhin a pedido de Putin, actuando como mediador para negociar un acuerdo. El trato implicaba que los combatientes de Wagner cesaran su avance y regresaran a su base, a cambio de una garantía de su seguridad.
En una declaración de audio, Prigozhin declaró que había aceptado el acuerdo para evitar el derramamiento de sangre y volvió a explicar sus motivaciones para la rebelión, a la vez negó la existencia de un intento de golpe:

Querían disolver la compañía militar Wagner. Nos embarcamos en una marcha de la justicia el 23 de junio. En 24 horas, llegamos a 200 kilómetros de Moscú. En este tiempo no derramamos ni una gota de la sangre de nuestros combatientes. Ahora ha llegado el momento en que podría derramarse sangre. Al comprender la responsabilidad [por la posibilidad] de que la sangre rusa se derrame por un lado, estamos dando la vuelta a nuestras columnas y volviendo a los campamentos como estaba previsto.
Yevgeny Prigozhin, declaración oficial, canal de Telegram del servicio de prensa de Wagner.

Alrededor de las 11:00 p. m. (UTC+03:00) el 24 de junio, el Grupo Wagner comenzó la retirada de sus fuerzas de Rostov del Don. Los residentes de Rostov del Don vitorearon a las tropas de Wagner cuando salían de la ciudad, y algunos se acercaron al vehículo de Prigozhin y estrecharon su mano a través de la ventana. Cuando se le pidió que comentara sobre el resultado de la revuelta en el último video conocido de él durante la rebelión, respondió con ligereza: «Es normal, hemos animado a todos». El 25 de junio, las fuerzas rebeldes comenzaron a retirarse de Vorónezh. Según los informes, el grupo regresó a sus posiciones en las regiones ocupadas del este de Ucrania.
El portavoz del Gobierno ruso, Dmitri Peskov, anunció que se retirarían los cargos contra Prigozhin y que sería enviado a Bielorrusia. Según Peskov, los combatientes de Wagner no enfrentarían procesamiento y aquellos que no participaron en la rebelión tendrían la opción de firmar contratos con el Ministerio de Defensa. Además transmitió que la organización Wagner en su conjunto regresaría a sus lugares de despliegue anteriores en tiempos de guerra. Según se informa, la oficina de Putin expresó su gratitud a Lukashenko por sus esfuerzos para sofocar la rebelión.

## Reacciones

### Doméstica

#### Discurso de Putin a la nación

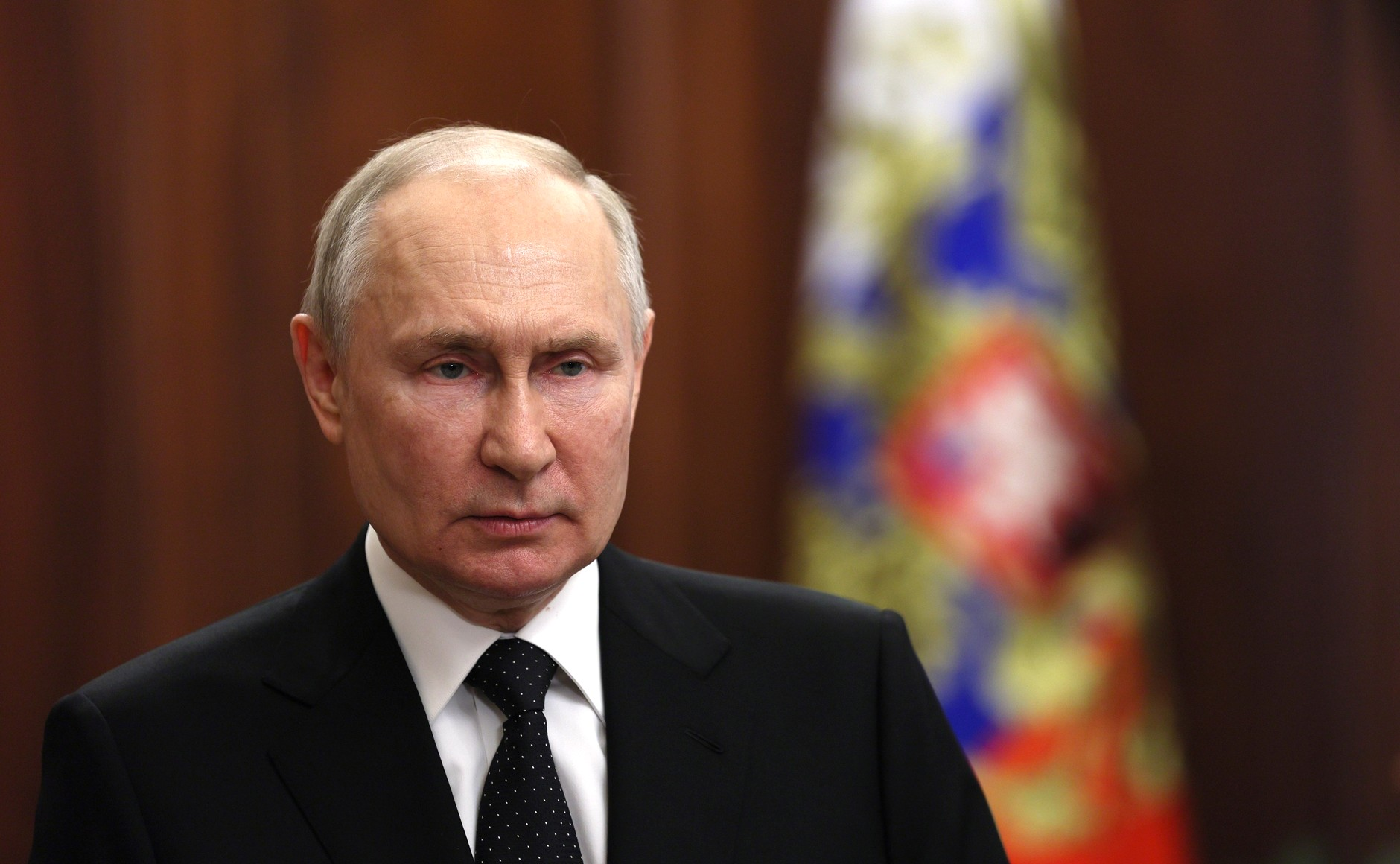
El presidente ruso Vladímir Putin durante su discurso a la nación sobre la rebelión del Grupo Wagner.

Putin se dirigió a la nación por primera vez desde el comienzo de la rebelión en un discurso televisado; calificó las acciones de Wagner de «traición» y prometió tomar «medidas enérgicas» para reprimir la rebelión. Putin afirmó que la situación amenazaba la existencia de la propia Rusia y caracterizó la rebelión como una «puñalada por la espalda» y un «golpe mortal» en medio de la guerra ruso-ucraniana en curso, estableció paralelismos con la Revolución rusa, cuando el Imperio ruso luchó en el Frente Oriental de la Primera Guerra Mundial y advirtió sobre la pérdida de territorios, en referencia al Tratado de Brest-Litovsk. También recordó la Guerra civil rusa que se libró entre 1917 y 1923, a la que calificó de «tragedia».
Putin hizo un llamamiento a aquellos en las fuerzas de Wagner que «mediante engaños o amenazas, fueron arrastrados a una aventura criminal, empujados al camino de un delito grave: una rebelión armada».
Putin no mencionó a Prigozhin o Wagner explícitamente. Su afirmación fue una refutación a los comentarios anteriores de Prigozhin de que Rusia estaba perdiendo territorios en la guerra de Ucrania debido a la mala gestión del Ministerio de Defensa y que las acciones de Wagner contra el Ministerio solo estaban destinadas a mejorar la situación de Rusia. Prigozhin declaró que su objetivo principal era destituir a Shoigú y al Jefe del Estado Mayor, Valeri Gerásimov, de sus cargos. Asimismo respondió a los señalamientos de Putin, comentó que Wagner se negaba a obedecer al presidente o al SFS, y acusó al Ministerio de Defensa de traicionar al grupo en Ucrania, enriqueciéndose a través de esquemas corruptos durante la guerra, y afirmó que «no queremos que el país viva en la corrupción, el engaño y la burocracia».

#### Figuras cercanas al gobierno
Los políticos del establishment ruso, incluido el gobernador del óblast de Kursk, Roman Starovoit, y el secretario general del Partido Comunista de la Federación de Rusia, Guennadi Ziugánov, pidieron a Prigozhin que detuviera su rebelión. El líder del Partido Liberal-Demócrata de Rusia, Leonid Slutski, solicitó la prevención de todos los conflictos internos y calificó a Prigozhin de traidor, y los gobernadores instalados por Rusia de las regiones ucranianas ocupadas anexadas en 2022 expresaron su apoyo a Putin.
El jefe de la República de Chechenia, Ramzán Kadírov, calificó la situación de «traición» y afirmó que sus tropas se dirigían a «zonas de tensión» para «preservar la unidad de Rusia y defender su condición de Estado». Dmitri Medvédev, vicepresidente del Consejo de Seguridad de Rusia y expresidente de Rusia, declaró que «el mundo estará al borde de la destrucción» si Wagner pudiera tomar el control del gobierno y ganar acceso a las armas nucleares.
El patriarca Cirilo de Moscú, de la Iglesia ortodoxa rusa, llamó a los rusos a «orar por Putin».

#### Oposición rusa
Los grupos de oposición rusos respondieron de diversas formas. El líder del Cuerpo de Voluntarios Rusos, Denis Kapustin, elogió a Prigozhin y dijo: «Aunque estamos en lados opuestos de las barricadas y tenemos un punto de vista diferente sobre el futuro de la Federación Rusa, puedo llamarlo un patriota de Rusia, sin sarcasmo ni ironía». Más tarde llamó a unirse a la rebelión. La Legión Libertad de Rusia comparó los eventos con los de la Revolución rusa, pero aconsejó a los lectores que recordaran los numerosos crímenes de guerra de Wagner e instó a la gente a no «atribuir honor y valor militar a [Prigozhin] que no existe».
El líder de la oposición encarcelado, Alekséi Navalni, criticó el evento y el manejo de Putin al escribir: «El hecho de que la guerra de Putin pueda arruinar y desintegrar a Rusia ya no es una exclamación dramática». También criticó la forma en que el gobierno trató a Prigozhin y Wagner después, en comparación con la forma en que él y su Fundación Anticorrupción fueron tratados.
El ex magnate petrolero exiliado y figura de la oposición Mijaíl Jodorkovski instó a los rusos a apoyar a Prigozhin, diciendo que era importante respaldar «incluso al diablo» si decidía enfrentarse al Kremlin. Más tarde pidió a los rusos que se armaran y afirmó que «Prigozhin no es nuestro amigo y ni siquiera nuestro aliado». La Organización de Combate de los Anarco-Comunistas emitió un comunicado afirmando que «ni el régimen de Putin ni Prigozhin son nuestros amigos. En esta lucha entre dos caníbales, los anarquistas deben mantenerse alejados, dejar que se desangren entre sí tanto como sea posible. De esa manera, ellos no podrá molestar a la gente en el futuro».

#### Ultranacionalistas rusos y milbloggers
Según el IEG, los ultranacionalistas rusos a favor de la guerra estaban divididos entre «aquellos que quieren superar la rebelión» y otros que exigían soluciones a las fallas en la seguridad de Rusia expuestas por la rebelión. Ígor Guirkin pidió la ejecución de Prigozhin por la rebelión y el «asesinato» de oficiales rusos, exigiéndolo como «necesario para la preservación de Rusia como estado».

#### Civiles

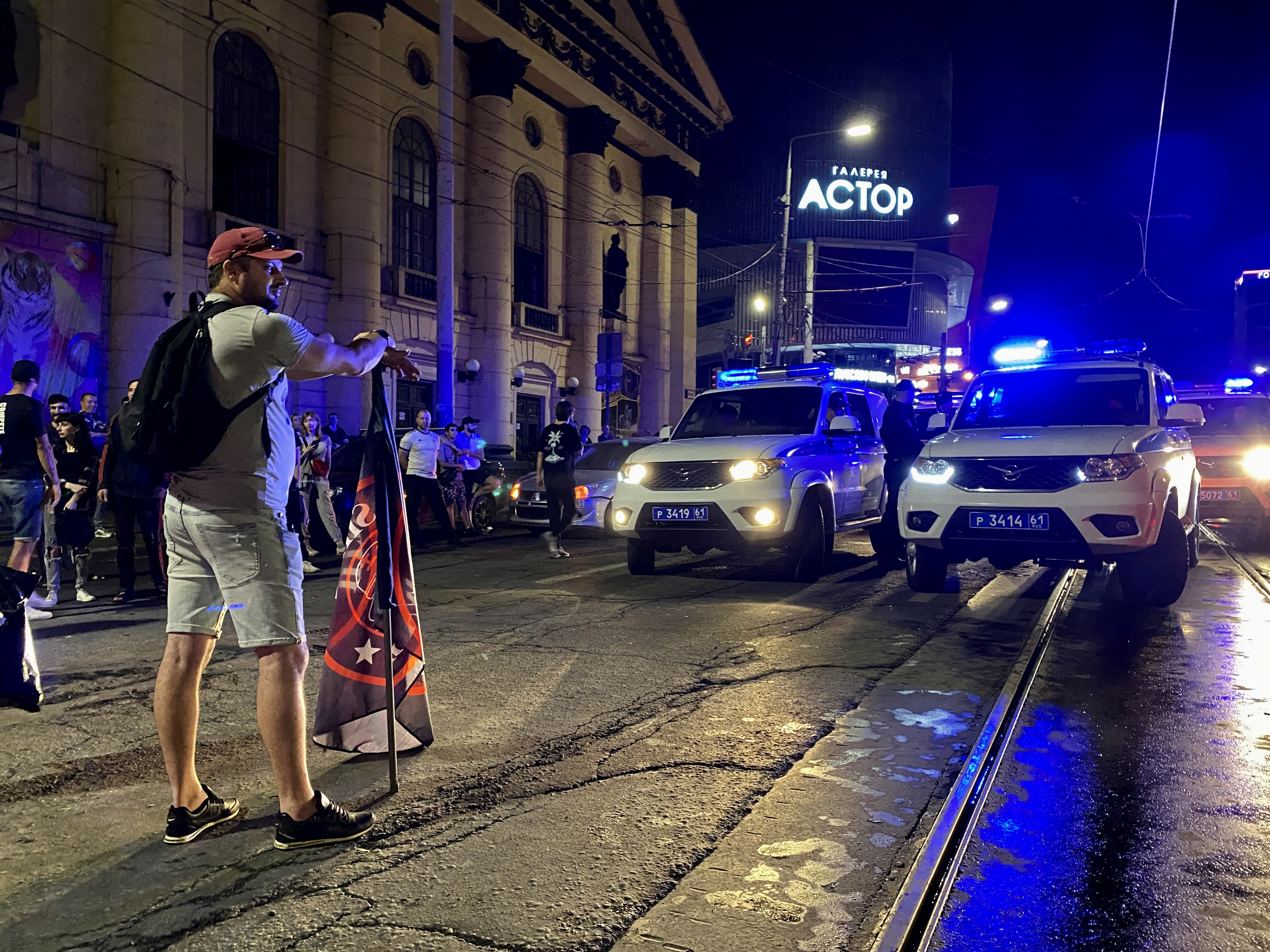
Un hombre con la bandera del Grupo Wagner frente a los coches de policía en Budyonnovsky Prospekt en Rostov.

La población rusa se mantuvo en gran parte «en silencio» e indiferente en respuesta a la rebelión. La analista rusa Anna Matveeva comparó la respuesta con la de los civiles turcos ante el intento de golpe de Estado turco de 2016, cuando miles de turcos salieron a las calles en protestas contra el golpe. En la ciudad de Rostov del Don ocupada por las fuerzas de Wagner, surgieron videos de civiles rusos dando la bienvenida a los rebeldes, ofreciéndoles amenidades y vítores.
Una encuesta realizada por Russian Field, una compañía de encuestas de opinión con sede en Moscú, publicada el 3 de julio, encontró que el apoyo público a Prigozhin cayó 26 puntos porcentuales en los días posteriores a su fallida rebelión, pero que el 29 % de los encuestados seguía viendo a Prigozhin de manera positiva. Los hallazgos de la encuestadora de una fuerte caída en el apoyo a Prigozhin fueron consistentes con los hallazgos de un estudio de análisis de sentimiento separado de los comentarios en las redes sociales e Internet rusas.
Después de las victorias cerca de Vorónezh causadas por el fuego de la artillería rusa, el meme de Internet previamente existente «bombardeando Vorónezh», que se refería a los errores autodestructivos del gobierno ruso, resurgió en las redes sociales rusas.

### Internacional
Los presidentes occidentales evitaron en gran medida comentar directamente sobre la rebelión mientras se desarrollaba el evento, por temor a que Putin afirmara que se trataba de un complot extranjero. El presidente de Estados Unidos, Joe Biden, discutió la situación con el presidente francés, Emmanuel Macron, el canciller alemán, Olaf Scholz, y el primer ministro británico, Rishi Sunak. En una conversación telefónica el 24 de junio, el presidente turco, Recep Tayyip Erdoğan, informó a Putin que Turquía estaba preparada para ayudar a encontrar una «resolución pacífica», y le pidió que actuara con sentido común.
En respuesta a los acontecimientos del 23 y 24 de junio, Estonia reforzó su seguridad fronteriza, mientras que Letonia cerró su frontera con Rusia y suspendió la entrada de ciudadanos rusos. En Georgia, hubo llamados para cerrar la frontera con Rusia. El Ministerio del Interior manifestó que en ese momento no era necesario.
El presidente ucraniano, Volodímir Zelenski, declaró que la insurrección era evidencia de la inestabilidad política de Rusia, la «debilidad a gran escala» y el «caos total». El ministro de Relaciones Exteriores, Dmitró Kuleba, respondió afirmando que la rebelión era una oportunidad para que la comunidad internacional «abandone la falsa neutralidad» sobre Rusia y proporcione a Kiev todas las armas que necesita para expulsar a las fuerzas rusas de Ucrania. Myjailo Podolyak principal asesor de Zelenski, dijo que la rebelión era «solo el comienzo», que era una prueba de las luchas internas entre la élite de Rusia, y que los días siguientes definirán el próximo estatus de Rusia.
Según el ministro de Relaciones Exteriores de Moldavia, Nicu Popescu, los acontecimientos en Rusia son una prueba de que Moldavia debe continuar su camino hacia la adhesión a la Unión Europea para garantizar la paz, la estabilidad y la democracia en el país. Un portavoz del Ministerio de Relaciones Exteriores de China dijo que se trataba de un «asunto interno de Rusia» y que su país «apoya a Rusia en el mantenimiento de la estabilidad nacional y el logro del desarrollo y la prosperidad».
Al comentar sobre las negociaciones, el presidente bielorruso Lukashenko afirmó que había persuadido a Putin para que tratara de hablar con Prigozhin, en lugar de asesinarlo porque Prigozhin era el único con quien se podía llegar a un acuerdo negociado, evitando un alboroto de sus tropas sin líder. Lukashenko también afirmó que la defensa nacional de Bielorrusia se beneficiaría de la experiencia de Wagner. Svetlana Tijanóvskaya, miembro prominente de la oposición bielorrusa y presidenta del Consejo de Coordinación para la Transferencia del Poder, declaró en Twitter que el enfrentamiento entre facciones dentro de las fuerzas rusas «expone la debilidad de las dictaduras» y que «su régimen de terror podría colapsar en cualquier momento». Más tarde declaró: «Estamos siendo testigos de eventos que pondrán fin a una gran tiranía ... Debemos aprovechar este momento ahora». El comandante del regimiento Kastuś Kalinoŭski, Dzianis Prokharaŭ, expresó un sentimiento similar en un video en las redes sociales, pidiendo al personal militar bielorruso que no interfiriera en los eventos. Valeri Sakhashchyk, Representante de Defensa y Seguridad Nacional en el Gabinete de Transición Unido de Bielorrusia en el exilio, pidió una decisión rápida de «aprovechar la oportunidad histórica y convertirse en un país europeo próspero» o «perderlo todo». Hizo un llamado al ejército bielorruso para reafirmar la independencia de Bielorrusia de Rusia, para «unir a la nación». Un funcionario del Ministerio de Relaciones Exteriores de Bielorrusia describió la rebelión como un «regalo a los estados occidentales».
Irán y Kazajistán declararon la rebelión del Grupo Wagner como un problema interno de Rusia. Milorad Dodik, presidente de la República Srpska y exmiembro de la presidencia de Bosnia y Herzegovina, expresó su apoyo a Putin en «sus esfuerzos por preservar la paz y la estabilidad interna en Rusia y restaurar el orden en el ejército y otras fuerzas».

## Secuelas

### Restauración del orden
Rápidamente se restableció una apariencia de normalidad en Moscú. El 25 de junio, los trabajadores comenzaron a reparar las carreteras que habían sido destruidas para detener el avance de Wagner. Las medidas antiterroristas de emergencia terminaron en Moscú el 26 de junio. A raíz de la rebelión, el tipo de cambio del rublo ruso cayó a su punto más bajo desde marzo de 2022. El 26 de junio, el Ministerio de Defensa anunció que Shoigú había visitado las tropas rusas estacionadas en Ucrania; Shoigú aparentemente fue el primer alto funcionario ruso en aparecer públicamente desde la rebelión.

### Comentarios posteriores de Prigozhin y Putin
El 26 de junio, Prigozhin emitió una declaración grabada en la que defendía la rebelión. Comentó que la intención era salvar al Grupo Wagner y responsabilizar a los funcionarios gubernamentales incompetentes, y que el objetivo del levantamiento no era derrocar al gobierno, reiteró su acusación de que el bombardeo de las tropas de Wagner por parte del ejército regular fue la causa inmediata de la rebelión y afirmó que la rebelión se detuvo para evitar un baño de sangre y que las fuerzas militares regulares fueron las primeras en abrir fuego durante la rebelión, matando a unos 30 miembros de Wagner. Prigozhin también comparó favorablemente la capacidad de Wagner para amenazar a Moscú con el esfuerzo fallido de los militares para capturar Kiev.
Horas después del mensaje de audio de Prigozhin, Putin se dirigió a la nación una vez más. Reprendió a personas no identificadas que lideraron la rebelión y reiteró su creencia de que constituyó un acto de traición. Sin embargo, Putin caracterizó a los comandantes y combatientes de Wagner como predominantemente patriotas que fueron «utilizados engañosamente contra sus camaradas de armas». Confirmó que militares rusos fueron asesinados por Wagner, refiriéndose a ellos como héroes. Putin también declaró que los miembros del grupo que no deseen convertirse en contratistas regulares pueden trasladarse a Bielorrusia.

### Relación del gobierno ruso con Wagner
El 27 de junio de 2023, Putin dijo que el Grupo Wagner estaba «totalmente financiado» por el gobierno ruso. Esto supuso como la primera prueba del vínculo entre Wagner y Rusia, revirtiendo años de negación de cualquier conexión por parte del Kremlin. Putin dijo que el gobierno ruso pagó más de 86 mil millones de rublos (940 millones de dólares) a Wagner desde mayo de 2022 hasta mayo de 2023. Aunque afirmó que Wagner estaba «totalmente» financiado por el estado, el grupo también obtiene ingresos de otras fuentes, incluidos los tratos comerciales de Prigozhin y los pagos de los gobiernos que contrataron a Wagner (como el gobierno de Malí, que supuestamente pagó a Wagner más de $10 millones cada mes). La admisión de Putin de que Wagner fue financiado por el estado tiene implicaciones sobre la cuestión de si Rusia es responsable, según el derecho de los conflictos armados, de las atrocidades cometidas por el personal de Wagner en la República Centroafricana y en otras partes del mundo.

### Destino del Grupo Wagner y negocios vinculados
El 27 de junio, las autoridades rusas dijeron que habían cerrado la investigación penal y retirado los cargos contra Prigozhin o cualquier otro participante en la rebelión, y que el equipo militar pesado en poder de Wagner sería transferido a las fuerzas armadas rusas. En Bielorrusia, se informó que había comenzado la construcción de campamentos para el Grupo Wagner en el óblast de Maguilov. El Servicio Estatal de Guardia de Fronteras de Ucrania declaró que no había pruebas de que se estuvieran construyendo esos campamentos. El mismo día, Lukashenko confirmó la llegada de Prigozhin a Bielorrusia y dijo que podía quedarse por «algún tiempo».
El 29 de junio, la BBC llamó a una «docena» de centros de reclutamiento utilizando números de teléfono rusos, incluidos los de Volgogrado, Krasnodar, Múrmansk y Kaliningrado. Dicho medio recibió respuestas de que todavía se firmaba contratos con el grupo Wagner y no con el Ministerio de Defensa ruso. Un hombre en Volgogrado le dijo a la BBC:«No tiene absolutamente nada que ver con el ministerio de defensa [...] Nada se ha detenido, todavía estamos reclutando».
En la semana posterior a la rebelión, Putin tomó el control de la red de empresas comerciales previamente controladas por Prigozhin y Wagner, incluidas cientos de empresas en Rusia y en el extranjero. El imperio mediático de Prigozhin fue desmantelado y el gobierno se hizo cargo de su operación de propaganda, y los polemistas de Internet que anteriormente lo habían respaldado, comenzaron a atacarlo en su lugar. Los negocios de cáterin de Prigozhin comenzaron a perder contratos gubernamentales.
El 5 de julio, el canal de televisión estatal Rossiya 1 transmitió un programa sobre Prigozhin y el Grupo Wagner, quienes lo tacharon de traidor y agregaron que los procesos penales en su contra por su rebelión aún estaban en curso. Publicó imágenes de lo que supuestamente era la opulenta residencia de Prigozhin. También aparecieron en Internet imágenes que supuestamente lo mostraban con pelucas y varios disfraces.
Según un informe de The Guardian publicado el 6 de julio basado en fuentes con conocimiento de las operaciones africanas de Wagner, no ha habido movimientos anormales del personal de Wagner en África desde la rebelión abortada. Sin embargo, el mismo día que informa The Guardian, el periódico Jeune Afrique informó de la salida del personal de Wagner en la República Centroafricana, con más de 600 empleados saliendo del Aeropuerto Internacional de Bangui M'Poko, citando a ONGs y analistas. También apareció un video que muestra a agentes uniformados de Wagner evacuando desde un helipuerto. Los movimientos fueron posteriormente aclarados por la oficina del presidente Faustin-Archange Touadéra el 8 de julio como una rotación regular.
El 12 de julio, el Ministerio de Defensa ruso dijo que el Grupo Wagner había entregado más de 2000 piezas de equipo militar, que incluían tanques, lanzacohetes móviles y sistemas antiaéreos. El Ministerio también dijo que recibió «más de 2500 toneladas de diversos tipos de municiones y unas 20 000 armas pequeñas».

### Medidas de los países de la OTAN
En respuesta a los acontecimientos, Estonia reforzó su seguridad fronteriza, mientras que Letonia cerró su frontera con Rusia y suspendió la entrada de ciudadanos rusos. Letonia y Lituania solicitaron a la OTAN que se enviaran más tropas a sus países, en la frontera este de la alianza, preocupadas de que la posible concentración de Wagner en la vecina Bielorrusia pudiera representar una amenaza. Siguiendo los planes indeterminados anteriores para enviar tropas adicionales a Lituania, el 26 de junio, el ministro de Defensa alemán, Boris Pistorius, declaró que Alemania (que lidera el grupo de batalla de la OTAN existente en Lituania) enviaría una brigada completa de 4000 efectivos a Lituania, que construiría la infraestructura necesaria para el estacionamiento permanente para 2026.

### Posibles purgas
El milblogger Rybar, exjefe de prensa del Ministerio de Defensa, afirmó que se estaba llevando a cabo una purga dirigida a generales que demostraron «falta de decisión» al tratar con Wagner.
Múltiples publicaciones informaron que el general Serguéi Surovikin había sido arrestado por las autoridades después de la rebelión. Sin embargo, el 12 de julio, el jefe del comité de defensa de la Duma Estatal, Andréi Kartapolov, dijo que estaba «descansando». El 29 de junio, el adjunto de Surovikin, el coronel general Andréi Yudin, fue despedido del ejército. El 5 de julio, se notó la ausencia del general Junus-bek Evkurov en una reunión militar.
El 5 de julio, Serguéi Mijáilov, director general de la agencia estatal de noticias TASS, fue reemplazado por Andréi Kondrashov, quien fue el secretario de prensa de la campaña de reelección de Putin en 2018. El Instituto para el Estudio de la Guerra dijo que era un posible indicio de la actitud del Kremlin descontento con la cobertura mediática de la rebelión.

### Paradero de Prigozhin
El periódico francés Libération, citando fuentes de inteligencia occidentales, afirmó que Yevgueni Prigozhin había regresado a Moscú desde al menos el 1 de julio para negociar el destino del Grupo Wagner con Putin, y que se reunió con Víktor Zólotov y el jefe del SIE, Serguéi Narishkin.
El 6 de julio, Lukashenko anunció que Prigozhin ya no estaba en Bielorrusia y estaba en San Petersburgo. También afirmó que el personal del grupo Wagner que se dispuso a hacer la transición a Bielorrusia nunca llegó. Cuando se le preguntó si el gobierno ruso conocía el paradero de Prigozhin, el portavoz del Kremlin, Dmitri Peskov, afirmó que «no tenían ni los medios ni el deseo de hacerlo». No se ha vuelto a ver a Prigozhin desde la rebelión, pero publicó una grabación de audio en su cuenta de Telegram en la que decía que el grupo Wagner aún tenía un papel que desempeñar en la invasión de Ucrania.
El 10 de julio, el Kremlin dijo que Putin se reunió con Prigozhin y otros treinta y cinco comandantes del Grupo Wagner el 29 de junio para discutir los desarrollos en Ucrania, y Peskov dijo que el presidente «hizo un balance de las acciones de la compañía en el frente», así como de la rebelión, mientras escuchaba las explicaciones de los comandantes y sugería «variantes de su futuro empleo» y roles de combate. Peskov también dijo que Prigozhin expresó el apoyo incondicional de Wagner a Putin.

## Análisis

### Evaluación política
La rebelión, el primer evento de este tipo en Rusia desde la crisis constitucional de 1993, se describió en los días siguientes como el mayor desafío al gobierno de 23 años de Putin. Múltiples publicaciones han descrito la imagen pública de Putin como debilitada por la rebelión. Andrey Kolesnikov expresó la opinión de que, si bien la rebelión erosionó la imagen de Putin, la población rusa no percibió el desafío de Prigozhin al sistema como una alternativa creíble y, por lo tanto, continuaría brindando apoyo (real o fingido) a la administración de Putin. Según algunos analistas, la rebelión puso al descubierto una debilidad inherente del sistema de poder de Putin construido sobre una coalición gobernante de centros de poder en competencia y una estructura de instituciones «nominales» subordinadas que estaba tensa por el descenso a un estado y una sociedad militarizadas. Según Meduza, la rebelión no duró lo suficiente como para demostrar si la retórica «populista radical» de Prigozhin disfrutaba de una base genuina de apoyo entre las fuerzas  de seguridad de Rusia. Según The Guardian, no hubo demostraciones espontáneas considerables de apoyo público al gobierno de Putin durante la rebelión.
La rebelión fallida de Prigozhin ha sido descrita como un último esfuerzo desesperado en una lucha por el poder perdida contra las facciones dentro del establishment ruso que él despreciaba. Según algunos comentaristas, la rebelión terminó con relativamente pocas repercusiones inmediatas para los perpetradores que Putin había calificado de traidores, lo que sugiere que el gobierno de Putin era lo suficientemente débil como para desafiarlo.
Se describió al jefe de la Guardia Nacional rusa, Víktor Zólotov, como saliendo victorioso de la rebelión. Zólotov se atribuyó el mérito y fue elogiado por Putin por defender la capital, Moscú, contra el Grupo Wagner. El 27 de junio, Putin anunció que la Guardia Nacional rusa recibiría armas pesadas, incluidos tanques, para sofocar cualquier posible levantamiento futuro. Según la revista TIME, una mayor autoridad de Zólotov puede significar el inicio de una purga de los opositores de Putin.
El Instituto para el Estudio de la Guerra ha afirmado que Lukashenko está utilizando su papel en la resolución de la rebelión para ganar influencia en su relación con Rusia, y que puede utilizar la presencia de Wagner para reducir la dependencia de Bielorrusia del ejército ruso.

### Evaluación militar
Según se informa, la inteligencia británica estimó que unos 8000 combatientes de Wagner participaron en la rebelión. Los blogueros militares rusos afirmaron que su número era de 4000.
Los funcionarios occidentales creen que Prigozhin se habría enfrentado a una derrota decisiva si hubiera intentado capturar Moscú y que esta fue probablemente la razón por la que Prigozhin finalmente accedió a una resolución negociada. Según el análisis de inteligencia occidental, si no se hubiera llegado a una solución negociada, la rebelión probablemente habría culminado en un enfrentamiento violento en Moscú, que habría resultado en la muerte de miles. Mientras tanto, según un análisis de The Guardian, «el consenso emergente, de los expertos y en las capitales occidentales, es que la rebelión fue mucho menos que un intento de golpe y más una manifestación impulsiva que rápidamente se salió de control». Según The Guardian, se llevaron a cabo ataques aéreos contra la columna de Wagner porque no había ninguna fuerza de defensa terrestre disponible para contrarrestar el convoy y con las defensas de Moscú deficientes, era concebible que el convoy de Wagner hubiera penetrado las líneas defensivas erigidas apresuradamente en el río Oká y alcanzado el círculo de carretera que rodea Moscú y posiblemente hubiera capturado la capital, sin embargo, esto puede haber sido un acto inútil ya que cada vez estaba más claro que no logró reunir el apoyo externo que era esencial para que su rebelión tuviera éxito. El IEG ha evaluado que Wagner apostó sus posibilidades en reunir rápidamente el apoyo suficiente de partes del ejército regular para hacer factible un conflicto armado con fuerzas leales al Ministerio de Defensa.
Según un alto funcionario del Departamento de Defensa de Estados Unidos, las agencias de inteligencia estadounidenses habían monitoreado la deserción de un gran número de soldados rusos de sus líderes militares y su incorporación al movimiento Wagner. El funcionario agregó que las operaciones llevadas a cabo por Wagner fueron ampliamente apoyadas por soldados y oficiales desplegados dentro de Ucrania, así como en territorio ruso y bases cerca de la frontera con Ucrania. Funcionarios estadounidenses y aliados y expertos independientes consultados por The New York Times dijeron que Prigozhin parecía creer que una parte significativa del ejército ruso se pondría de su lado durante la rebelión. Según Prigozhin, dos desertores militares rusos fueron abatidos mientras luchaban del lado de Wagner durante la rebelión.
El Instituto para el Estudio de la Guerra comentó que «la rebelión expuso la debilidad de las fuerzas de seguridad rusas y demostró la incapacidad de Putin para usar sus fuerzas de manera oportuna para repeler una amenaza interna y erosionó aún más su monopolio de la fuerza»; y que las capacidades de combate de las fuerzas armadas rusas no parecían verse «sustancialmente afectadas» por la rebelión. Según CNN, los aliados advirtieron a Ucrania que evitara aprovechar la rebelión para realizar ataques dentro del territorio ruso. Según analistas consultados por The New York Times, es probable que los persistentes problemas sistémicos dentro del ejército ruso, que fueron duramente criticados por Prigozhin y ampliamente condenados por los soldados, persistan después de la rebelión. Esto, a su vez, exacerbará el declive de la moral.
Los funcionarios estadounidenses expresaron su preocupación con respecto a la seguridad de las reservas nucleares de Rusia durante este período.